# 卡姆亞內 (扎波羅熱州)
卡姆亞内（羅馬化：Kamiane）是烏克蘭東南部扎波羅熱州扎波羅熱區马特维伊夫卡市镇内的鎮。處於莫克拉莫斯科夫卡河畔，面積2平方公里，海拔高度100米，2011年人口1,211，人口密度每平方公里605.5人。